# 917 TCN
917 TCN là một năm trong lịch La Mã.